# Sillus lunula
Sillus lunula är en spindelart som beskrevs av F. O. Pickard-Cambridge 1900. Sillus lunula ingår i släktet Sillus och familjen spökspindlar.
Artens utbredningsområde är Guatemala. Inga underarter finns listade i Catalogue of Life.